# Associazione Sportiva Acireale 1989-1990
Questa voce raccoglie le informazioni riguardanti l'Associazione Sportiva Acireale nelle competizioni ufficiali della stagione 1989-1990.

## Rosa
| N. |                   | Ruolo | Calciatore          |
| -- | ----------------- | ----- | ------------------- |
|    | Italia (bandiera) | D     | Fabio Giordano      |
|    | Italia (bandiera) | D     | Maurizio Anastasi   |
|    | Italia (bandiera) | C     | Giannunzio Andolina |
|    | Italia (bandiera) | C     | Antonino Barraco    |
|    | Italia (bandiera) | D     | Calogero Breve      |
|    | Italia (bandiera) | D     | Sebastiano Cantone  |
|    | Italia (bandiera) | D     | Trionfo Carnà       |
|    | Italia (bandiera) | C     | Riccardo Chico      |
|    | Italia (bandiera) | D     | Rosario Compagno    |
|    | Italia (bandiera) | D     | Vittorio D'Agostino |

| N. |                   | Ruolo | Calciatore          |
| -- | ----------------- | ----- | ------------------- |
|    | Italia (bandiera) | C     | Antonino Fornò      |
|    | Italia (bandiera) | P     | Santo Giuffrida     |
|    | Italia (bandiera) | D     | Piero Infantino     |
|    | Italia (bandiera) | D     | Saverio Ingenuo     |
|    | Italia (bandiera) | C     | Paolo Moncado       |
|    | Italia (bandiera) | A     | Santino Nuccio      |
|    | Italia (bandiera) | C     | Gaetano Palladino   |
|    | Italia (bandiera) | A     | Francesco Puntureri |
|    | Italia (bandiera) | D     | Santo Rinzivillo    |
|    | Italia (bandiera) | C     | Corrado Vaccaro     |

## Risultati

### Serie C2

#### Girone di andata
| 17 settembre 1989 1ª giornata | Altamura | 0 – 1 | Acireale |  |

| 24 settembre 1989 2ª giornata | Acireale | 0 – 0 | Lodigiani |  |

| 1º ottobre 1989 3ª giornata | Potenza | 1 – 0 | Acireale |  |

| 8 ottobre 1989 4ª giornata | Acireale | 1 – 0 | Fasano |  |

| 15 ottobre 1989 5ª giornata | Trapani | 0 – 0 | Acireale |  |

| 22 ottobre 1989 6ª giornata | Adelaide Nicastro | 2 – 0 | Acireale |  |

| 29 ottobre 1989 7ª giornata | Acireale | 2 – 1 | Atletico Leonzio |  |

| 5 novembre 1989 8ª giornata | Martina | 1 – 0 | Acireale |  |

| 12 novembre 1989 9ª giornata | Acireale | 1 – 1 | Pro Cavese |  |

| 19 novembre 1989 10ª giornata | Kroton | 1 – 1 | Acireale |  |

| 26 novembre 1989 11ª giornata | Acireale | 2 – 0 | Latina |  |

| 3 dicembre 1989 12ª giornata | Battipagliese | 1 – 0 | Acireale |  |

| 10 dicembre 1989 13ª giornata | Acireale | 1 – 0 | Vigor Lamezia |  |

| 17 dicembre 1989 14ª giornata | Frosinone | 1 – 1 | Acireale |  |

| Arbitro: | Nepi (Ascoli Piceno) |

|                                                   |           |              |
| Puntureri 5’ Infantino 17’ Nuccio 18’, 69’ (rig.) | Marcatori | 84’ Petrucci |

| 7 gennaio 1990 16ª giornata | Acireale | 1 – 2 | Ostia Mare |  |

| 14 gennaio 1990 17ª giornata | Turris | 1 – 1 | Acireale |  |

#### Girone di ritorno
| 28 gennaio 1990 18ª giornata | Acireale | 1 – 0 | Altamura |  |

| 4 febbraio 1990 19ª giornata | Lodigiani | 0 – 0 | Acireale |  |

| 11 febbraio 1990 20ª giornata | Acireale | 1 – 2 | Potenza |  |

| 18 febbraio 1990 21ª giornata | Fasano | 1 – 1 | Acireale |  |

| 4 marzo 1990 22ª giornata | Acireale | 2 – 0 | Trapani |  |

| 11 marzo 1990 23ª giornata | Acireale | 0 – 0 | Adelaide Nicastro |  |

| 18 marzo 1990 24ª giornata | Atletico Leonzio | 1 – 1 | Acireale |  |

| 25 marzo 1990 25ª giornata | Acireale | 3 – 0 | Martina |  |

| 1º aprile 1990 26ª giornata | Pro Cavese | 1 – 1 | Acireale |  |

| 8 aprile 1990 27ª giornata | Acireale | 1 – 0 | Kroton |  |

| 14 aprile 1990 28ª giornata | Latina | 0 – 0 | Acireale |  |

| 29 aprile 1990 29ª giornata | Acireale | 1 – 0 | Battipagliese |  |

| 6 maggio 1990 30ª giornata | Vigor Lamezia | 2 – 1 | Acireale |  |

| 13 maggio 1990 31ª giornata | Acireale | 1 – 0 | Frosinone |  |

| Arbitro: | Baglieri (Tivoli) |

|                   |           |  |
| Procopio 15’, 58’ | Marcatori |  |

| 27 maggio 1990 33ª giornata | Ostia Mare | 4 – 1 | Acireale |  |

| 3 giugno 1990 34ª giornata | Acireale | 4 – 0 | Turris |  |